# Printemps de Minsk
Cet article pourrait être enrichi en traduisant en français tout ou partie de Мінская вясна (en biélorusse)
(7 mai 2022)
Le Printemps de Minsk ou Printemps biélorusse (en biélorusse : « Мінская вясна » ou « Беларуская вясна ») était une série de manifestations de rue massives en 1996-1997 contre le président Loukachenko et son style de gouvernance de plus en plus autoritaire.

## Contexte et causes
Les protestations ont été déclenchées par le référendum constitutionnel de 1996 faisant suite à celui de 1995, relatif à des amendements à apporter à la Constitution de 1994 de la Biélorussie. Le référendum a été décidé à la suite d'un différend entre le président Loukachenko et le parlement élu, le treizième Conseil suprême (en), sur la proposition du président d'amender la constitution pour prolonger son mandat de cinq à sept ans, créer une deuxième chambre législative dont les membres seraient nommés par le président, et limiter le pouvoir de la Cour constitutionnelle.
Officiellement, le public a voté en faveur des amendements à une large majorité, bien que de nombreux pays, dont les États membres de l'Union européenne et les États-Unis, aient vivement critiqué les conditions dans lesquelles le référendum s'est déroulé, les qualifiant de « criblées de violations des normes démocratiques » et aient refusé de reconnaître ses résultats :
« Le référendum constitutionnel s'est déroulé dans un environnement politique répressif et avec un contrôle omniprésent du gouvernement sur les médias. Par ce contrôle, le gouvernement a refusé aux électeurs l'accès aux opinions de l'opposition, y compris les membres du Parlement et de la Cour constitutionnelle ».
Le référendum a entraîné la dissolution du Conseil suprême, qui a été remplacé par un nouveau parlement bicaméral. Le président a trié sur le volet les membres de la chambre basse et a acquis une influence substantielle sur la chambre haute. Le résultat net a été le retrait effectif de tous les représentants des partis d'opposition du gouvernement.

## Protestations et répressions
Durant ce « Printemps biélorusse », les  autorités procèdent à des arrestations arbitraires et violentes de manifestants, sans considération d'âge ou d'infirmité et en violation des termes de la constitution biélorusse et des accords internationaux tels que le Pacte international relatif aux droits civils et politiques (PIDCP) dont la Biélorussie est pourtant signataire. En mars 1997, Alexandre Loukachenko publie un décret draconien, traduit en loi plus tard cette année-là. Il limite sévèrement le droit des citoyens à manifester et réglemente même les types de symboles, drapeaux et bannières que les participants sont autorisés à utiliser.

Le rapport établi en janvier 1997 par les États-Unis relatif aux Droits de l'homme en Biélorussie énonce : 

« Le référendum constitutionnel s'est déroulé dans un environnement politique répressif et avec un contrôle omniprésent du gouvernement sur les médias. Par ce contrôle, le gouvernement a refusé aux électeurs l'accès aux opinions de l'opposition, y compris les membres du Parlement et de la Cour constitutionnelle. »

Le Conseil de l'Europe exclut définitivement à cette époque la Biélorussie de l'adhésion pour vote antidémocratique lors du référendum constitutionnel de novembre 1996 qui signe une recrudescence de l'autoritarisme d'État et de manière générale pour l'organisation non-démocratique des élections systématiquement entachées d'irrégularités.

Le logotype de Charte 97

Les manifestations reprennent au printemps de l'année suivante qui voit la création de Charte 97 qui fait délibérément référence à la Charte 77 des opposants tchécoslovaques en 1977. Charte 97 entend militer pour les droits de l'homme en Biélorussie en dénonçant les exactions commises par le gouvernement et son président et en diffusant de l'information neutre via, notamment, son site internet.
Andreï Sannikov , Alexandre Milinkevitch , Uladzimir Matskevitch, Viktor Ivashkevich (ru), Lyudmila Hraznova (ru), Piotr Martsov (ru), Jury Chaščavacki (en) et d'autres personnalités bien connues étaient membres du comité d'organisation de l'initiative publique. 100 personnalités politiques , personnalités publiques et culturelles et journalistes ont été les premiers à signer la Charte'97 . Plus tard, le document a été signé par plus de 100 000 citoyens biélorusses qui s'étaient accordés sur : 

« le dévouement aux principes d'indépendance, de liberté et de démocratie, le respect des droits de l'homme, la solidarité avec tous ceux qui défendent l'élimination du régime dictatorial et la restauration de la démocratie en Biélorussie. »

Le 16 mai 1999, l’opposition organise une élection présidentielle non officielle à la date correspondant à la fin — initiale avant sa prolongation — du mandat du président Alexandre Loukachenko. Entre 1999 et 2000, quatre personnalités d'opposition ont disparu : Ioury Zakharanka, Viktar Hantchar, Anatol Krassowski (be) et Dmitri Zawadski. En outre, en mars 1999, l'homme politique d'opposition Henadz Karpenka est mort d'une crise cardiaque.

## Personnalités du printemps biélorusse
- Zianon Pazniak
- Vassil Bykaw
- Pavel Cheremet
- Viera Cierliukievič (en)